# NGC 6110
NGC 6110 est une galaxie spirale relativement éloignée et située dans la constellation de la Couronne boréale. Sa vitesse par rapport au fond diffus cosmologique est de 9 196 ± 4 km/s, ce qui correspond à une distance de Hubble de 135,6 ± 9,5 Mpc (∼442 millions d'al). NGC 6110 a été découverte par l'astronome français Édouard Stephan en 1880.